# Vos estis lux mundi

Papstwappen von Franziskus

Vos estis lux mundi (deutsch: Ihr seid das Licht der Welt (Mt 5,14 )) ist der Titel eines Apostolischen Schreibens von Papst Franziskus, welches er in Form eines Motu proprios am 7. Mai 2019 unterschrieben hatte. Das Schreiben wurde am 9. Mai 2019 veröffentlicht und beinhaltet kirchenrechtliche Regeln und Instruktionen zur Bekämpfung des „sexuellen Missbrauchs in der Römisch-katholischen Kirche“. Es gilt zunächst für drei Jahre.

## Anlass
Seit den Aufdeckungen sexuellen Missbrauchs von Menschen durch Priester, Ordensleute und Erzieher in der Römisch-katholischen Kirche sind seit 1990 der Papst und die Bischöfe bemüht die Missstände aufzuarbeiten. 2014 setzte Franziskus die Päpstliche Kommission für den Schutz von Minderjährigen ein, die aus 17 Personen besteht. Im Juni 2016  regelte Papst Franziskus mit dem Apostolischen Schreiben Wie eine liebende Mutter die Absetzung von Bischöfen, Eparchen und Ordensoberen, die den sexuellen Missbrauch in der römisch-katholischen Kirche vertuschen, verschweigen oder nicht angemessen reagieren. Es folgte im Februar 2019 eine Konferenz über den sexuellen Missbrauch in der Kirche, auf der die Vorsitzenden der Bischofskonferenzen und zusätzlich 70 weitere Teilnehmer tagten. Im März 2019 veröffentlichte der Papst ein Regelwerk zum Schutz von Kindern vor sexuellem Missbrauch. Dieser Erlass, beschränkt sich jedoch nur auf den Vatikanstaat. Mit „Vos estis lux mundi“ folgt nun ein maßgebender Erlass mit Auswirkungen auf das Kirchenrecht. Da es sich um ein universalkirchliches Rechtsschreiben handelt, kommt diesem Motu proprio eine weitgehende Bedeutung zu.

## Form
Der Form nach besteht die Anordnung aus einer Begrüßung, dann folgen 2 Titel, die wiederum in 19 Artikel mit Paragraphen unterteilt sind. Das Apostolische Schreiben wurde am 7. Mai 2019 von Franziskus unterzeichnet und im L’Osservatore Romano promulgiert. Es trat am 1. Juni 2019 in Kraft und wurde danach im Amtsblatt publiziert. Es ist ein universalkirchliches Gesetz und für drei Jahre „ad experimentum“ approbiert.

## Gliederung
TITEL 1 ALLGEMEINE BESTIMMUNGEN
- Art. 1 Anwendungsbereich (§§ 1–2)
- Art. 2 Annahme der Meldungen und Datenschutz (§§ 1–4)
- Art. 3 Meldungen (§§ 1–5)
- Art. 4 Schutz dessen, der die Meldung macht (§§ 1–3)
- Art. 5 Sorge für die Personen (§§ 1–2)

TITEL  2 BESTIMMUNGEN HINSICHTLICH DER BISCHÖFE UND GLEICHGESTELLTEN
- Art. 6 Subjektsbezogener Anwendungsbereich (a–d)
- Art. 7 Zuständiges Dikasterium (§§ 1–3)
- Art. 8 Verfahren, das im Fall einer Meldung über einen Bischof der Lateinischen Kirche anzuwenden ist (§§ 1–3)
- Art. 9 Verfahren, das gegenüber Bischöfen der Ostkirchen anzuwenden ist (§§ 1–6)
- Art. 10 Anfängliche Pflichten des Metropoliten (§§ 1–2)
- Art. 11 Übertragung der Untersuchung an eine andere Person als den Metropoliten (§§ 1–2)
- Art. 12 Durchführung der Untersuchung (§§ 1–9)
- Art. 13 Einbeziehung qualifizierten Personen (§§ 1–4)
- Art. 14 Dauer der Untersuchung (§§ 1–2)
- Art. 15 Vorbeugende Maßnahmen
- Art. 16 Einrichtung eines Fonds (§§1–2)
- Art. 17 Übermittlung der Akten und des Votums (§§1–3)
- Art. 18 Anschließende Maßnahmen
- Art. 19 Einhaltung der staatlichen Gesetze

## Bewertungen
„Opferverbände, Politiker und zahlreiche Bischöfe hatten es gefordert – nun hat Papst Franziskus ein neues, drastisch verschärftes Gesetz im Kampf gegen Missbrauch erlassen: Es regelt Strafanzeigen neu, führt eine weltweite Anzeigepflicht ein – und regelt erstmals die Untersuchung gegen vertuschende Bischöfe.“

 So lautete eine erste zusammenfassende Stellungnahme, im Allgemeinen findet das Schreiben positive Zustimmung. Der Beauftragte der Deutschen Bischofskonferenz für Fragen des sexuellen Missbrauchs im kirchlichen Bereich und für Fragen des Kinder- und Jugendschutzes, Bischof Stephan Ackermann erklärte: 

„Das mit Datum vom 7. Mai 2019 unterzeichnete Motu proprio Vos estis lux mundi setzt die Reihe der Dokumente fort, mit denen Papst Franziskus als universalkirchlicher Gesetzgeber den Kampf gegen den sexuellen Missbrauch durch kirchliche Amtsträger noch konsequenter und präziser als bisher weiterführen will.“

Mit Nachdruck weist Franziskus auf den Auftrag, die Pflicht und Verantwortung der Bischöfe hin und unterstreicht dieses mit der Berufung auf die Dogmatische Konstitution „Lumen gentium“ (27). Die kirchenrechtlichen Anweisungen basieren für die Römisch-katholische Kirche auf dem Codex Iuris Canonici (CIC) und für die Katholische Ostkirchen auf dem Codex Canonum Ecclesiarum Orientalium (CCEO). Sie umfassen eine unverzichtbare Meldepflicht, die Abgrenzung der Zuständigkeitsbereiche, der Verantwortlichkeit, der Dikasterien, der notariellen Mitarbeit, die Pflicht zur Wahrheit, der Wahrung des Beichtgeheimnisses und die Gründung eines Fonds. Weitere Schwerpunkte sind das Vorgehen gegen Unterlassungen,  Schutz der Anzeigenden und Opfer sowie auch die Ermittlungen gegen Bischöfe.